# Scopula magnetaria
Scopula magnetaria là một loài bướm đêm trong họ Geometridae.